# شمراک هلدینگ
شامروک هلدینگ (انگلیسی: Shamrock Holdings) شرکت هلدینگ آمریکایی است، که در سال ۱۹۷۸ تأسیس شد.